# Květa Jeriová
Květa Jeriová, född 10 oktober 1956, är en tjeckisk före detta längdskidåkare som tävlade under 1970- och 80-talen. Hon har en silvermedalj och två bronsmedaljer från OS i Lake Placid 1980 och Sarajevo 1984.